# Mecolaesthus longissimus
Mecolaesthus longissimus is een spinnensoort uit de familie trilspinnen (Pholcidae). De soort komt voor in Venezuela en is de typesoort van het geslacht Mecolaesthus.